# Hoşköy, Şarköy
Hoşköy là một thị trấn thuộc huyện Şarköy, tỉnh Tekirdağ, Thổ Nhĩ Kỳ. Dân số thời điểm năm 2011 là 1.885 người.